# Weiltalbahn
| Streckennummer (DB): | 3712                    |                               |                               |
| Kursbuchstrecke (DB): | 196g (1969)             |                               |                               |
| Kursbuchstrecke: | 172c (1934) 196c (1946) |                               |                               |
| Streckenlänge: | 21,32 km                |                               |                               |
| Spurweite: | 1435 mm (Normalspur)    |                               |                               |
| |                         |                               |                               |
| \| \| \| von Wetzlar \| \| \| \| 0,00 \| Gensberg (Abzw) \| Gensberg (Abzw) \| \| \| \| nach Koblenz \| \| \| \| \| L 3025 \| \| \| \| \| Gensbergtunnel (292 m) \| \| \| \| \| Weil \| \| \| \| 3,27 \| Freienfels \| Freienfels \| \| \| 5,80 \| Essershausen \| Essershausen \| \| \| 8,23 \| Ernsthausen (Oberlahnkr) \| Ernsthausen (Oberlahnkr) \| \| \| 9,10 \| Lützendorf \| Lützendorf \| \| \| 10,06 \| Weilmünster (Oberlahnkr) \| Weilmünster (Oberlahnkr) \| \| \| \| nach Laubuseschbach \| \| \| \| 10,70 \| Weilmünster Tunnel (333 m) \| Weilmünster Tunnel (333 m) \| \| \| 12,46 \| Weilmünster Kurhaus \| Weilmünster Kurhaus \| \| \| \| Weil \| \| \| \| 14,16 \| Audenschmiede \| Audenschmiede \| \| \| 17,80 \| Heinzenberg \| Heinzenberg \| \| \| 18,90 \| Heinzenberger Viadukt (114 m) \| Heinzenberger Viadukt (114 m) \| \| \| \| von Friedrichsdorf \| \| \| \| 21,32 \| Grävenwiesbach \| Grävenwiesbach \| \| \| \| nach Albshausen \| \| \| \| \| \| \| \| Quellen: [1][2] \| \| \| \| |                         |                               |                               |
| Strecke |                         | von Wetzlar                   | von Wetzlar                   |
| ehemalige Blockstelle | 0,00                    | Gensberg (Abzw)               | Gensberg (Abzw)               |
| Abzweig ehemals geradeaus und nach rechts |                         | nach Koblenz                  | nach Koblenz                  |
| Brücke (Strecke außer Betrieb) |                         | L 3025                        | L 3025                        |
| Tunnel (Strecke außer Betrieb) |                         | Gensbergtunnel (292 m)        | Gensbergtunnel (292 m)        |
| Brücke über Wasserlauf (Strecke außer Betrieb) |                         | Weil                          | Weil                          |
| Haltepunkt / Haltestelle (Strecke außer Betrieb) | 3,27                    | Freienfels                    | Freienfels                    |
| Bahnhof (Strecke außer Betrieb) | 5,80                    | Essershausen                  | Essershausen                  |
| Haltepunkt / Haltestelle (Strecke außer Betrieb) | 8,23                    | Ernsthausen (Oberlahnkr)      | Ernsthausen (Oberlahnkr)      |
| Haltepunkt / Haltestelle (Strecke außer Betrieb) | 9,10                    | Lützendorf                    | Lützendorf                    |
| Bahnhof (Strecke außer Betrieb) | 10,06                   | Weilmünster (Oberlahnkr)      | Weilmünster (Oberlahnkr)      |
| Abzweig geradeaus und nach rechts (Strecke außer Betrieb) |                         | nach Laubuseschbach           | nach Laubuseschbach           |
| Tunnel (Strecke außer Betrieb) | 10,70                   | Weilmünster Tunnel (333 m)    | Weilmünster Tunnel (333 m)    |
| Haltepunkt / Haltestelle (Strecke außer Betrieb) | 12,46                   | Weilmünster Kurhaus           | Weilmünster Kurhaus           |
| Brücke über Wasserlauf (Strecke außer Betrieb) |                         | Weil                          | Weil                          |
| Haltepunkt / Haltestelle (Strecke außer Betrieb) | 14,16                   | Audenschmiede                 | Audenschmiede                 |
| Haltepunkt / Haltestelle (Strecke außer Betrieb) | 17,80                   | Heinzenberg                   | Heinzenberg                   |
| Brücke (Strecke außer Betrieb) | 18,90                   | Heinzenberger Viadukt (114 m) | Heinzenberger Viadukt (114 m) |
| Abzweig ehemals geradeaus und von rechts |                         | von Friedrichsdorf            | von Friedrichsdorf            |
| Bahnhof | 21,32                   | Grävenwiesbach                | Grävenwiesbach                |
| Strecke |                         | nach Albshausen               | nach Albshausen               |
| |                         |                               |                               |
| Quellen: |                         |                               |                               |

Die Weiltalbahn war eine eingleisige, nicht elektrifizierte Nebenstrecke im Hintertaunus. Sie war 21,32 Kilometer lang und führte von der Abzweigstelle Gensberg auf Weilburger Gemarkung über Weilmünster nach Grävenwiesbach. In Grävenwiesbach mündete sie in die Bahnstrecke Friedrichsdorf–Albshausen ein.

## Bau

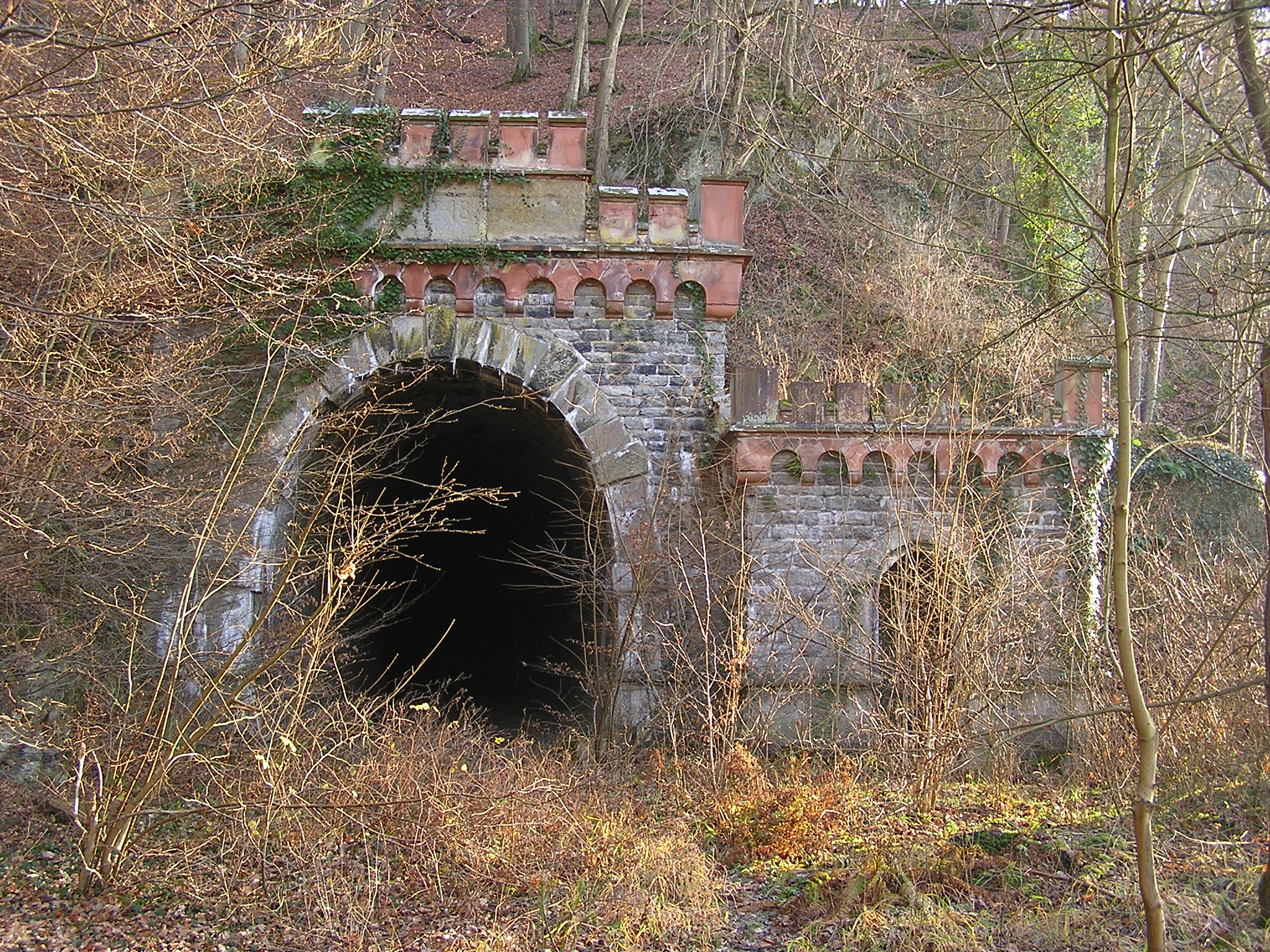
Nordportal des Gensbergtunnels

Am 11. Mai 1888 genehmigte die preußische Regierung den Bau der Nebenbahn. Damit sollten die reichen Vorkommen an Eisenerz und Holz in der abgelegenen Region besser abtransportiert werden. Eine Förderung des örtlichen Gewerbes, einschließlich der Landwirtschaft, aber auch die Anbindung für Pendler und nicht zuletzt der Wochenendverkehr von Ausflüglern in das reizvolle Weiltal, waren weitere Ziele, die man mit dem Bau dieser Strecke verband. Im Herbst 1889 war Baubeginn. Viele Fremdarbeiter, vor allem Italiener und Polen, die vor Ort Quartier nahmen, sorgten für einige Unruhe, die nicht selten zu Konflikten mit der ansässigen Bevölkerung führten. Die neue Stichstrecke nach Weilmünster zweigte von der bereits bestehenden Lahntalbahn ab und nutzte bis zum Gensbergtunnel die bestehende Trasse der Lahntalbahn mit. Im Bahnhof Weilburg waren umfangreiche Baumaßnahmen erforderlich: Ein weiterer Bahnsteig (Gleise 3 und 4) wurde angelegt, das Bahngelände musste durch teilweise Verlegung der Lahn erweitert werden. Zudem entstand ein Lokomotivbahnhof zur Versorgung der Dampflokomotiven. Am 1. November 1891 wurde die neue Strecke feierlich eingeweiht. Größtes Bauprojekt war der 292 Meter lange Gensbergtunnel bei Guntersau, mit dem der gleichnamige Bergvorsprung an der Weilmündung trassenmäßig bewältigt wurde. Die restliche Strecke verlief durch topographisch ebenes Gelände entlang der Weil; höhere Bahndämme mit Unterführungen waren nur in Ernsthausen und Essershausen erforderlich. Die Bahnhofsgebäude waren entsprechend der erwarteten Bedeutung des Verkehrsaufkommens dimensioniert; Freienfels und der vorläufige Endpunkt Weilmünster erhielten weiträumig angelegte, dreigeschossige Empfangsgebäude. Zwischen den Stationen Essershausen und Ernsthausen befand sich von 1892 bis zur Einstellung des Bergbaus 1949 eine Verladeanlage für Eisenerz. Dieses wurde vom Grubenfeld „Grube Fritz“ bis zum Sturzgerüst an der Weiltalbahn mit einer schmalspurigen, größtenteils unterirdisch verlaufenden Grubenbahn herantransportiert.
Im Anschluss an die Strecke nach Weilmünster erfolgte am 15. Mai 1892 die Eröffnung der Bahnstrecke Weilmünster–Laubuseschbach.
Die verlängerte Verbindung zwischen Weilmünster und Usingen über Grävenwiesbach ging am 1. Juni 1909 in Betrieb. Aus der seitherigen Stichbahn war nun eine Durchgangsbahn entstanden, so dass sich Verkehrsströme verlagerten. Hintertaunus und Rhein-Main-Gebiet rückten durch die Eisenbahn näher zusammen.

## Niedergang und Stilllegung
Ab Mitte der 1950er Jahre wurden die Dampflokomotiven der Baureihen 50, 56 und 86 allmählich von Uerdinger Schienenbussen der Baureihe VT 95 abgelöst. Eine Besonderheit war der seit 1954 zwischen Frankfurt und Köln verkehrende Heckeneilzug, der unter anderem auch über die Weiltalbahn geführt wurde.
Sonn- und Feiertagsverkehr gab es bereits ab dem Sommerfahrplan 1955 nicht mehr.

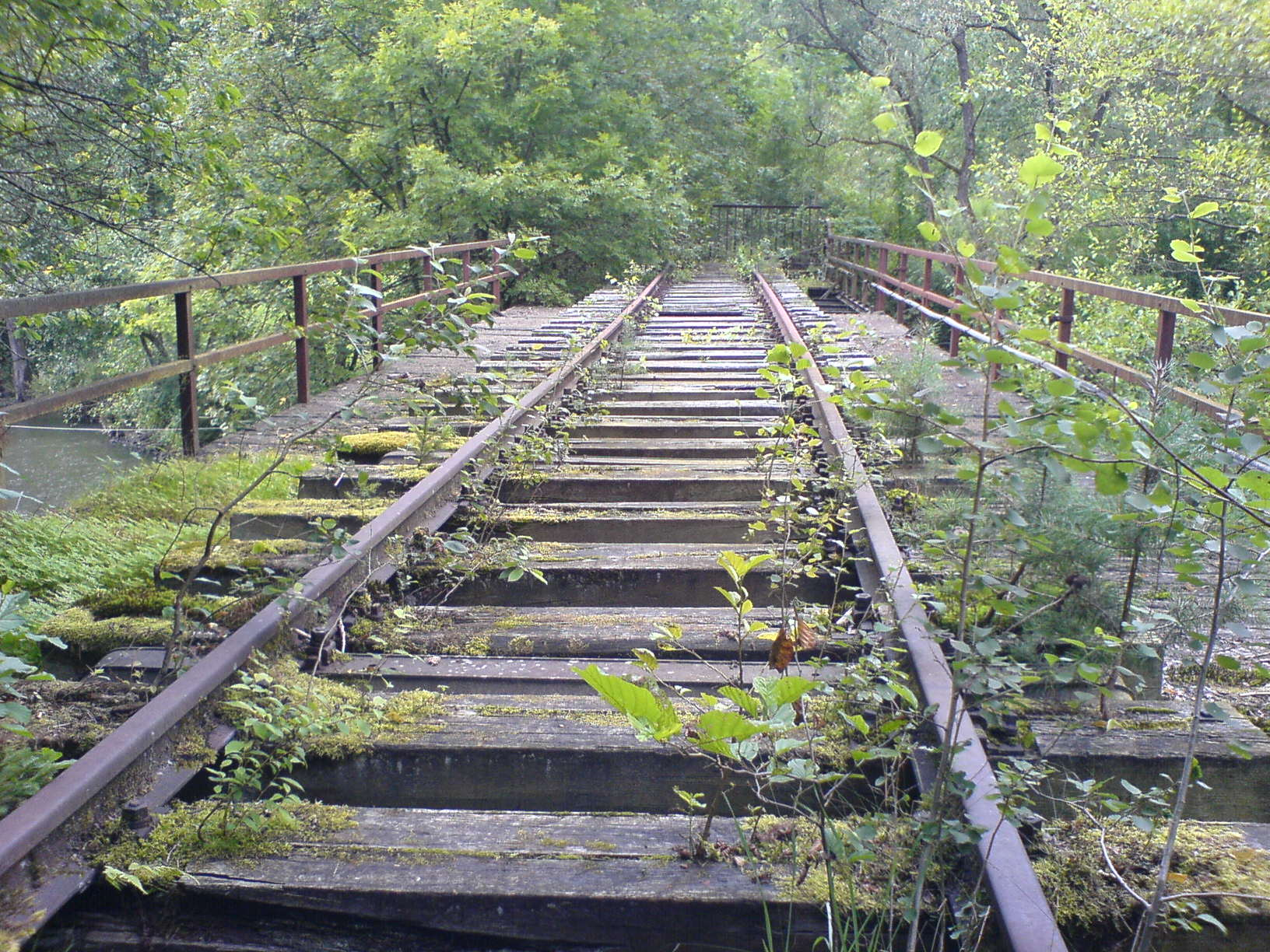
Brücke über die Weil mit Schienenresten

In den 1960er Jahren ging der Betrieb immer mehr zurück. Am 27. September 1969 erfolgte die endgültige Einstellung des Personen- und Güterverkehrs zwischen Weilmünster und Grävenwiesbach und des Personenverkehrs zwischen Weilburg und Weilmünster. Der Abschnitt Weilmünster–Grävenwiesbach wurde komplett stillgelegt und ein Jahr später bereits die Gleise abgebaut. Die 124 Meter lange Talbrücke bei Mönstadt wurde 1974 abgerissen, da sich niemand fand, das rostende Bauwerk zu erhalten.
Auf dem Reststück zwischen Weilmünster und Weilburg wurde noch bis zum 30. Januar 1988 Güterverkehr im Übergabeverfahren betrieben, wobei in den letzten Jahren nur noch bei Bedarf gefahren wurde. Zum Einsatz kam dann eine Köf III (Baureihe 332). Der Personenverkehr kehrte nur noch durch einige wenige Sonderfahrten zeitweise zurück.
Anlässlich des 125-jährigen Jubiläums der Lahntalbahn befuhr am 19. und 20. September 1987 letztmals ein Personenzug die Strecke, allerdings nur bis Freienfels, da die Straßenüberführung in Essershausen zum damaligen Zeitpunkt schon wegen Baufälligkeit gesperrt war. Ende der 1980er Jahre plante der Landkreis Limburg-Weilburg, die verbliebene Strecke von der Deutschen Bundesbahn (DB) zu kaufen, um sie als Museumsbahn zu erhalten. Die von der DB veranschlagten Instandsetzungskosten von bis zu sechs Millionen DM ließen diese Pläne jedoch rasch Makulatur werden. 1990 wurde auch die Reststrecke abgebaut.

## Zukunft

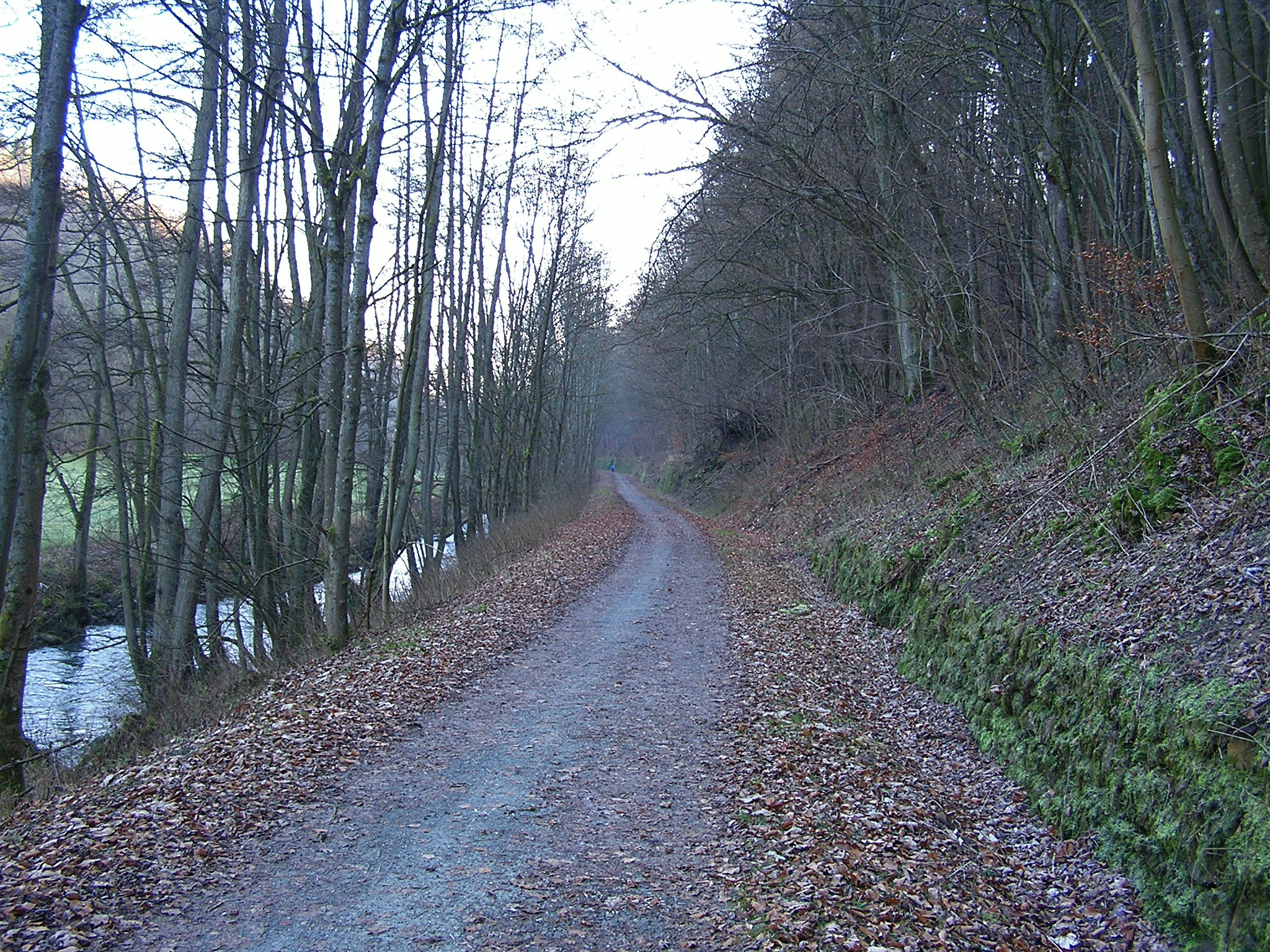
Ehemalige Trasse als Radweg bei Freienfels

Auf Teilen der Weiltalbahn wurde 2001 der neue Weiltalweg eröffnet. Ein vom Rhein-Main-Verkehrsverbund (RMV) in Erwägung gezogener Wiederaufbau der Strecke ist angesichts der Kürzungen der Regionalmittel im Bundeshaushalt zurzeit eher unwahrscheinlich, aber dennoch möglich, da die Trasse noch nicht entwidmet ist. Im aktuellen Regionalplan für Mittelhessen wird eine Bestandssicherung gefordert, um zukünftig eventuell wieder Schienenverkehr auf die Weiltalbahn zu bringen. Dem steht jedoch die heutige Bebauung am Nordwestportal des Weilmünsterer Tunnels entgegen. Ein 2007 vom RMV angefertigtes Gutachten ergab einen ungünstigen Kosten-Nutzen-Faktor. Im Jahr 2023 wurde von Hessen Mobil bekanntgegeben, dass die Reaktivierungsaktivität eingestellt wurde.